# Igreja de Nossa Senhora da Purificação (Oeiras)

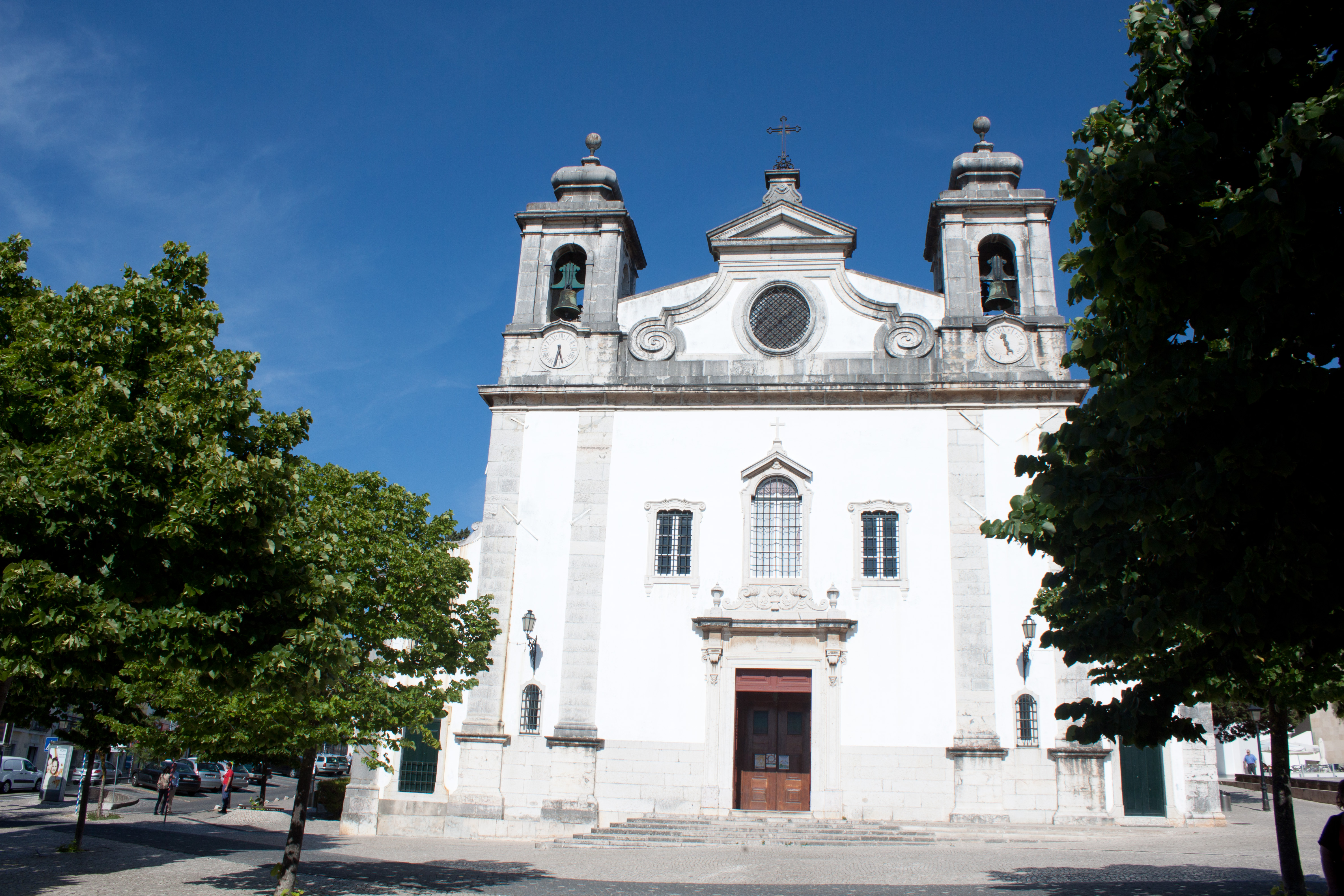
Igreja de Nossa Senhora da Purificação

Igreja matriz da Vila de Oeiras, está situada no centro de da Vila de Oeiras, Portugal. A igreja é dedicada a Nossa Senhora da Purificação
Existem indícios desta edificação desde do século XVI, só passado um século a igreja teve obras de ampliação. Existe na entrada na mesma a referência a data de 1744 o seu interior foi decorado pelo artista Cotrim.
Está construída segundo uma arquitectura neo-clássica. Do exterior podem-se observar três torres sineiras. No interior, de referir a existência de mármores, no altar e nos caixilhos das pinturas existentes.
Está classificada como imóvel de valor concelhio desde 19 de Março de 2004.